# Dubaï (émirat)
Pour les articles homonymes, voir Dubaï.
Dubaï ou Doubaï (/du.baj/) est un émirat des Émirats arabes unis dont la capitale est la ville de Dubaï. Les habitants de l'émirat s'appellent les Doubaïotes.
Fondés au XVIIIe siècle, l'émirat et le bourg prennent de l'importance en participant à la création des États de la Trêve (en anglais : Trucial States) en 1853 puis des Émirats arabes unis actuels en 1971 dont l'émir de Dubaï assure la vice-présidence. Bourg modeste et isolé du monde qui vit essentiellement de la pêche à la perle à la fin du XIXe siècle, Dubaï vit une période difficile pendant l'entre-deux-guerres, avant d'entrer de plein fouet dans la modernité dans la deuxième partie du XXe siècle.
Située sur la côte sud-est du golfe Persique, Dubaï est une ville mondiale et le centre des affaires du Moyen-Orient. La découverte du pétrole en 1930 a bouleversé les Émirats arabes unis. C'est également un important centre mondial de transport de passagers et de fret. Les recettes pétrolières ont permis d’accélérer le développement de la ville, qui était déjà un pôle commercial important. Avec 3 885 km2, c'est le deuxième émirat pour ce qui est de la superficie, après Abu Dhabi. Ouvert sur le golfe Persique et situé entre les émirats de Charjah au nord-est et d'Abu Dhabi au sud-ouest, la majeure partie du territoire est occupée par le désert du Rub al-Khali. La petite enclave de Hatta est sise dans les montagnes sur la frontière avec le sultanat d'Oman.
L'essentiel de la population urbaine de l'émirat est concentré dans la ville de Dubaï, la capitale de l'émirat, auxquelles les agglomérations de Charjah et d'Ajman sont associées au sein d'une vaste conurbation, bien que ces deux dernières villes soient capitales d'émirats distincts.
Quoique n'étant ni l'émirat le plus grand ni celui hébergeant la capitale, Dubaï est le plus peuplé et le plus connu des sept émirats qui composent la fédération. Cette renommée est due à la médiatisation des projets touristiques construits dans sa capitale, comme l'hôtel Burj al-Arab, le plus luxueux de Dubaï, au gigantisme des projets immobiliers comme Palm Islands, presqu'île artificielle en forme de palmier, la Dubaï Marina à l'architecture particulière et démesurée, sans oublier l'immeuble le plus haut du monde, le Burj Khalifa. Ces projets, revendiqués par le gouvernement, sont présentés comme étant un moyen de devenir d'ici quelques années la première destination mondiale du tourisme de luxe et de devenir l'un des pôles mondiaux du tourisme familial, d'affaires, commercial, etc. D’ailleurs, des personnes du monde entier vivent là-bas pour le travail ou pour le plaisir.

## Toponymie
Dubaï peut aussi s'orthographier Doubaï, notamment en français canadien.
En arabe, le nom de la ville et de l'émirat est دبي, dubayy.
Selon Ahmad Mohammad Obaid, poète et écrivain, Dubaï est un toponyme qui est bien d'origine arabe et non persane comme le soutiennent d'autres chercheurs. Il se base sur le fait que le site de la ville est occupé par les Arabes avant sa fondation et que ces derniers ont toujours nommé les endroits sans toponymes qu'ils occupaient. Dubaï proviendrait ainsi de daba qui désigne les jeunes criquets, un proverbe arabe racontant qu'« ils sont arrivés à Dubaï avec des dabas ». Ce mot provient lui-même de Yadub qui signifie « ramper » pour les criquets mais aussi pour les serpents ou encore les cours d'eau descendant des montagnes. Une autre origine serait une déformation du mot Dubbor qui désigne les abeilles et dont le diminutif est Dibi.
Toutefois, cette étymologie est incertaine, l'histoire des émirats se faisant autrefois par tradition orale. Ainsi, l'une de ces histoires parle d'une femme vivant sur le site et s'appelant Dubaa.

## Histoire

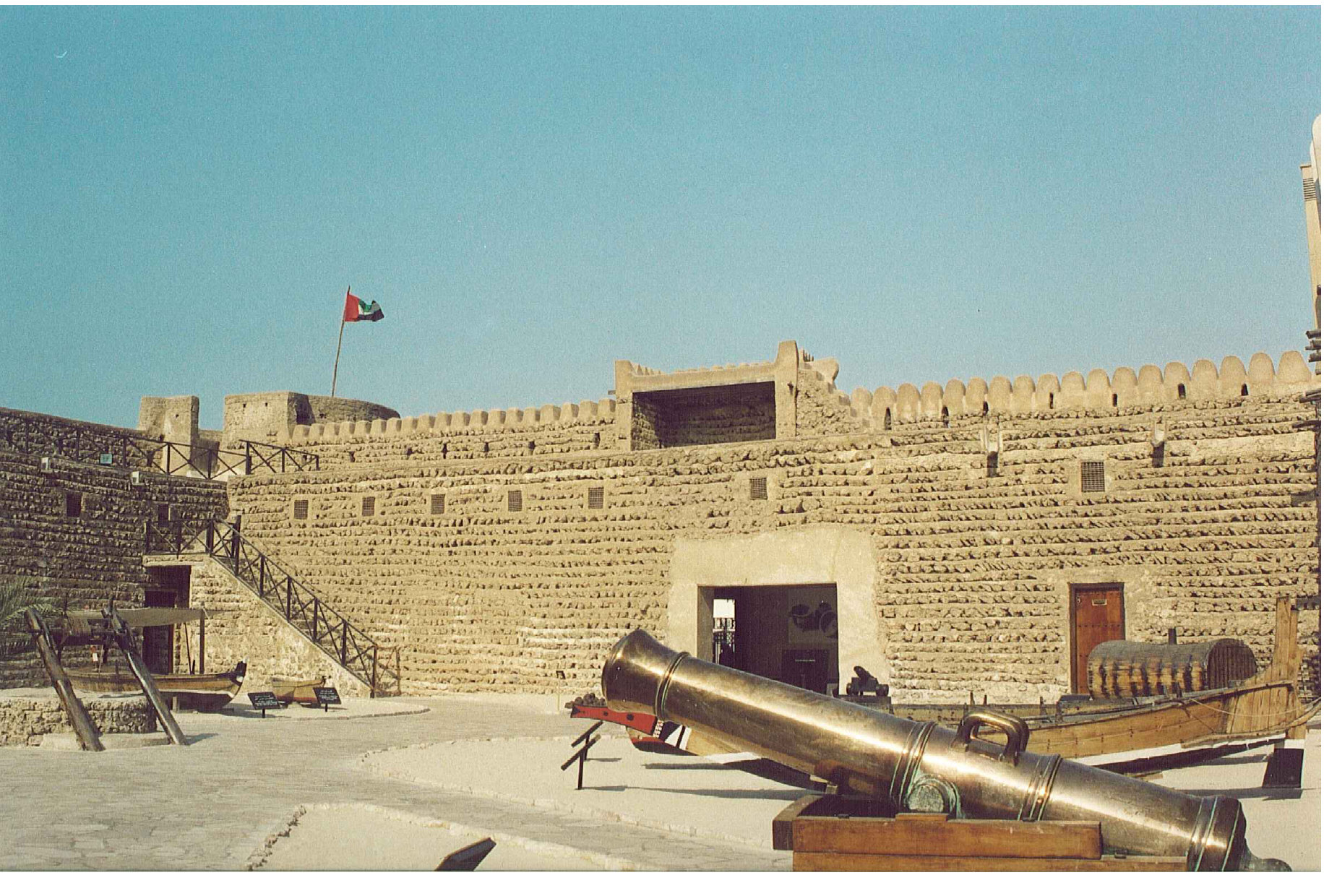
Le fort d'Al Fahidi, construit en 1799, est le plus ancien monument de Dubaï encore sur pied.

La première mention du site de Dubaï remonte au Livre de géographie de l'Andalou Al-Bakri au Xe siècle. Localisé dans une des régions les plus inhospitalières d'Arabie, le port de Dubaï demeure longtemps éclipsé par ses voisins, notamment Charjah et Ras el Khaïmah, au nord-est et près du détroit d'Ormuz, et Abou Dabi, au sud-ouest. En 1580, le marchand vénitien Gaspero Balbi, en voyage dans la région, évoque Dibei, bourgade qu'il associe à la pêche aux perles, et probablement composée uniquement de quelques huttes barasti. Celle-ci demeurera l'activité principale des habitants de la région, avec l'agriculture vivrière. Cependant, jusqu'à la fin du XVIIIe siècle, Dubaï est insignifiant en comparaison des autres ports précités, mais aussi par rapport à Sohar (Oman), Ormuz, Bandar Lengeh (Iran), Dibba et Khor Fakkan (mer Arabique).

### XVIIIeetXIXesiècles
L'arrivée de la tribu bédouine des Bani Yas dans la région a lieu en 1799, avec à leur tête Al-Abu Falasa, elle fuit alors les Wahhabites du Nejd qui étendaient leur territoire. Ils poursuivent les activités de pêche, notamment de perles, bénéficiant du port naturel formé par la crique de Dubaï. Selon un témoignage du lieutenant britannique Cogan de 1822, le bourg de Dubaï hébergeait alors 1 000 âmes, plus chèvres et chameaux.
Connus sous le nom de « Côte des Pirates » par les Britanniques, Dubaï et les émirats voisins signent un traité de paix (le General Maritime Treaty) le 8 janvier 1820 avec le Royaume-Uni. Une tentative de prise de Dubaï par les Qawasim, des marins marchands et pirates basés à Ras el Khaïmah, Charjah et Bandar Lengeh, avorta. Les Qawasim, alors largement plus puissants que les Bani Yas de Dubaï et Abou Dabi, furent écrasés par les Britanniques, avec notamment l'attaque de Ras Al-Khaimah en 1819 à bord de la frégate HMS Liverpool. Certains historiens affirment que ces attaques furent une réponse à la piraterie, mais des travaux plus récents tendent à montrer qu'elles furent en fait une réponse de la East India Company à la concurrence des Qawasim. La présence militaire britannique (avant d'être remplacée par les Américains) dans le Golfe date de ces jours.
En 1833, à la suite d'une dispute tribale qui eut lieu dans l'oasis de Liwa, foyer des Bani Yas, durant laquelle le Sheikh Tanun fut assassiné par son frère Khalifa qui réprima ensuite durement les velléités de résistance, 800 Bédouins de la famille Al Bu Falah fuirent Liwa et vinrent s'installer à Dubaï. Ils doublèrent la population de la ville, tandis que deux sheiks de la famille, Obaid bin Said et Maktoum bin Buti, proclamèrent la création de l'émirat de Dubaï, indépendant d'Abou Dhabi et de ses gouverneurs al-Nahyan. Les Britanniques reconnurent l'autorité de la famille Al Maktoum qui gouverne depuis Dubaï, la « démocratie tribale » instable et conflictuelle étant remplacée par une monarchie héréditaire qui perdure jusqu'à aujourd'hui. Sheikh Obaid bientôt mort, le Sheikh Maktoum bin Buti gouverna Dubaï jusqu'à son décès en 1852, suivi de son frère (mort en 1859), puis de son neveu (mort en 1886), son frère (1894), puis Sheikh Maktoum bin Hasher (mort en 1906) et remplacé par son cousin Sheikh Buti bin Suhail (mort en 1912). Fait exceptionnel dans les EAU, tous ces cheiks sont morts de mort naturelle, alors qu'assassinats et révolutions de palais étaient courants à Abou Dabi, Sharjah et ailleurs. Une rivalité s'instaure alors entre les émirats de Dubaï et d'Abou Dabi.
En 1835, Dubaï et les autres États de la « Côte des Pirates » signèrent une trêve maritime avec le Royaume-Uni et une « Trêve maritime perpétuelle » en 1853, ce qui fit rebaptiser la région « États de la Trêve » (Trucial States en anglais). En 1892, Dubaï se place sous la protection (officieusement un protectorat) du Royaume-Uni par un accord d'exclusivité ce qui chasse l'influence ottomane de la région. Le protectorat est un temps rattaché au Raj britannique avant d'en être séparé.

### De la pêche aux perles à la Grande Dépression
Contrairement à leurs voisins, les dirigeants de Dubaï encouragèrent le commerce et de nombreux marchands étrangers, venant principalement d'Inde, s'installèrent dans la ville, qui resta essentiellement connue pour ses exportations de perles jusque dans les années 1930. La perle représentait 95 % de l'économie des pays du Golfe au début du XXe siècle, 1 200 navires avec chacun 15 à 80 matelots ; un quart de ces navires partait du port de Dubaï. En 1905, le Royaume-Uni annonça que la pêche aux perles deviendrait un monopole des pays du Golfe, mais son commerce ne pouvait se faire qu'à destination du Raj britannique. Par ailleurs, Londres interdit l'usage de technologies modernes pour la pêche, au motif officiel de préserver le mode de vie traditionnel. La perle fit véritablement exploser Dubaï : alors qu'avant 1901, les navires britanniques ne passaient pas plus de cinq fois par an par Dubaï, deux ans plus tard le port était devenu une destination fréquente des navires à vapeur. En 1922, les émirs signèrent une licence exclusive, pour l'exploration pétrolière, avec le Royaume-Uni, qui était déjà chargé des affaires étrangères des émirats depuis 1892.
De plus, le Sheikh Rashid bin Maktoum inaugura la marque de fabrique de Dubaï, en invitant les marchands Qawasim de Bandar Lengeh à fuir les taxes imposées par le régime iranien en venant s'installer à Dubaï, dans ce que l'on pourrait appeler aujourd'hui une zone de libre-échange. En 1908, 10 000 Arabes, Perses, Indiens et Baloutches vivaient ainsi à Dubaï, accompagnés de 1 650 chameaux, 400 magasins dans deux bazaars, et plus de 400 embarcations maritimes. La ville s'agrandit au-delà de ses murailles faites de boue séchée. Le Sheikh Maktoum régnait depuis son palais avec l'appui de centaines de Bédouins armés de fusils. Les Iraniens construisirent le quartier de Bastakiya, nommé d'après la ville de Bastak, et caractérisé par une nouvelle technologie pour Dubaï : les badgirs, ou tours du vent, destinés à rafraîchir les intérieurs. Rapidement, Dubaï devint un port et plate-forme de commerce ré-exportant vers d'autres ports ou des oasis et dépassant bientôt Sharjah, Ras Al-Kaimah et Bandar Lengeh, qui n'a jamais récupéré de cet épisode. Les Iraniens constituent aujourd'hui l'une des populations les plus importantes de Dubaï, lequel est l'un des plus gros partenaires commerciaux de l'Iran.
La Grande Dépression, couplée à l'avènement de la perliculture, mit une fin brutale à ce modèle de développement fondée sur la mono-exportation. La famine toucha Dubaï, durement affecté jusqu'en 1945 ; les rares écoles ouvertes fermèrent, les professeurs fuirent le pays. Les habitants en étaient réduits à un régime de dattes, lait de chamelle et de criquets. Les esclaves furent vendus ou/et émancipés, leurs maîtres ne pouvant plus subvenir à leurs besoins. C'est aussi dans les années 1930 que Dubaï obtint une rente économique en servant de piste d'atterrissage pour les Imperial Airways (440 roupies par mois, soit environ 30 livres de l'époque : une somme très modeste pour les Britanniques, mais conséquente dans le Dubaï ruiné de ces années). Et en 1937, un contrat exclusif fut signé avec Petroleum Development, d'une durée de 75 ans, lui donnant des droits exclusifs de recherche en échange de 30 000 roupies annuelles de royalties (soit environ 2 000 livres).

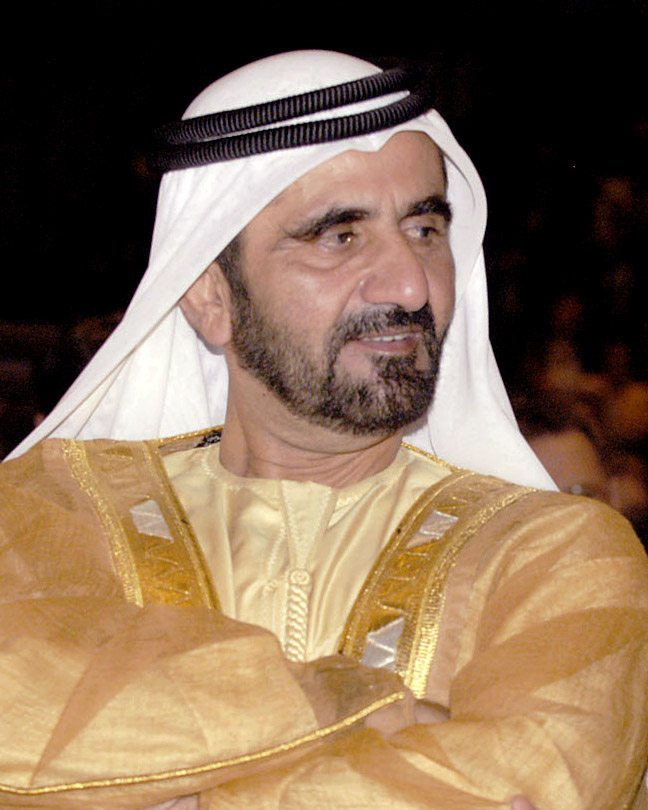
Sheikh Mohammed bin Rashid Al Maktoum, émir de Dubai.

Le sheikh Saïd bin Maktoum bin Hasher Al Maktoum, au pouvoir de 1912 à 1958, fit l'objet d'un putsch éphémère en 1929, son cousin Mani bin Rashid tentant de l'évincer. Cette tentative échoua, entre autres en raison de l'absence de soutien britannique vis-à-vis des comploteurs. En 1934, le sheikh fit l'objet d'une tentative d'assassinat, à la suite de laquelle il fit appel aux Britanniques, qui firent vrombir leurs avions au-dessus de la ville.
Puis, en 1938, les cousins du sheikh organisèrent des manifestations de rue, tandis que l'un d'entre eux tenta de disputer au dauphin, Rashid bin Saeed Al Maktoum, son monopole sur les taxis. Confronté à ces échecs répétés, les cousins rebelles s'allièrent avec les marchands du bazaar pour réclamer des réformes démocratiques. Le sheikh autorisa la formation d'un majlis (conseil) formé de 15 membres et présidé par son cousin Hasher bin Rashid. Le conseil proposa diverses réformes, allant de la fin du monopole des taxis à des réformes concernant la santé, l'éducation, etc., et exigèrent que 7/8 des revenus du sheikh soient versés au trésor de la ville. La famille royale refusa ces demandes, ce qui provoqua une guerre de tranchée, les rebelles s'installant dans le quartier de Deira.
Le coup final fut porté le jour même du mariage de Rashid bin Saeed Al Maktoum avec la sheikha Latifa, membre des al-Nahyans et fille du sheikh Hamdan, qui avait gouverné Abou Dabi de 1912 à 1922. Après son assassinat, Latifa s'était réfugiée à Dubaï, le mariage scellant l'alliance entre les deux familles. Or, les célébrations du mariage, qui eut lieu le 29 mars 1939, devaient se tenir au domicile de la fiancée, sis dans le quartier rebelle de Deira. La famille royale obtint une trêve avec les insurgés afin de pouvoir célébrer le mariage, puis, au prétexte de célébrer l'événement en tirant dans les airs, fit venir des centaines de Bédouins armés dans le quartier. Avant même que le mariage n'ait été célébré, Deira fut soumis : le dirigeant du majlis, Hasher bin Rashid, fut tué ainsi que son fils et d'autres hommes, tandis que le sheikh Mani fut contraint de fuir pour Sharjah. Une fois la révolte écrasée, Rashid, qui succédait de facto à son père vieillissant, décida d'appliquer toutes les réformes qui avaient été demandées par le majlis, à l'exception de la ponction des revenus de la famille royale. Il obtint aussi le soutien de ses adversaires en distribuant licences d'import/export exclusives, tandis que les Britanniques appuyaient la chute du mouvement démocratique en décrétant qu'il était devenu « impopulaire ».

### Evolution urbaine de Dubaï

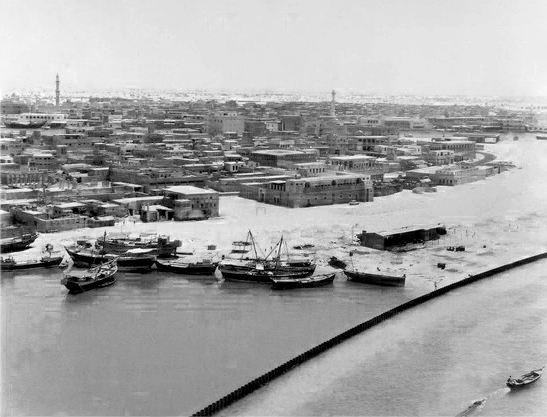
Le quartier de Deira au milieu des années 1960.

En 1947, un litige frontalier entre Dubaï et Abu Dhabi dégénéra en affrontements armés, auxquels l'intervention britannique mit fin. Progressivement, la ville se développa, sous la direction du sheikh Rachid ben Saïd Al Maktoum, au pouvoir de 1958 à 1990. La crique fut aménagée, afin de devenir un véritable port : lorsque les travaux prirent fin, en 1961, Dubaï était devenu le plus important port et entrepôt d'import/export de la côte. L'année précédente, du sable avait recouvert la crique de Charjah, fermant le port : la ville voisine ne récupérera jamais de cela.
Le sheikh obtint les trois millions de dollars nécessaires à l'aménagement portuaire par la fiscalité, des obligations versées par des marchands locaux qui devinrent par la suite millionnaires (les al-Ghurair, dont Abdul Aziz al-Ghurair, sur la liste Forbes, al-Rostamani, al-Futtaims...), et des prêts versés par le Koweït.

#### Dubaï dans les années 1950 et 1960

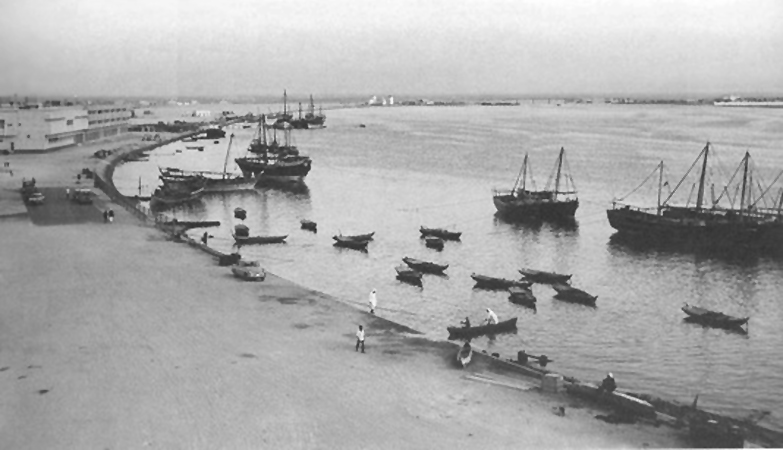
La crique de Dubaï séparant Deira et Bur Dubaï, en 1964.

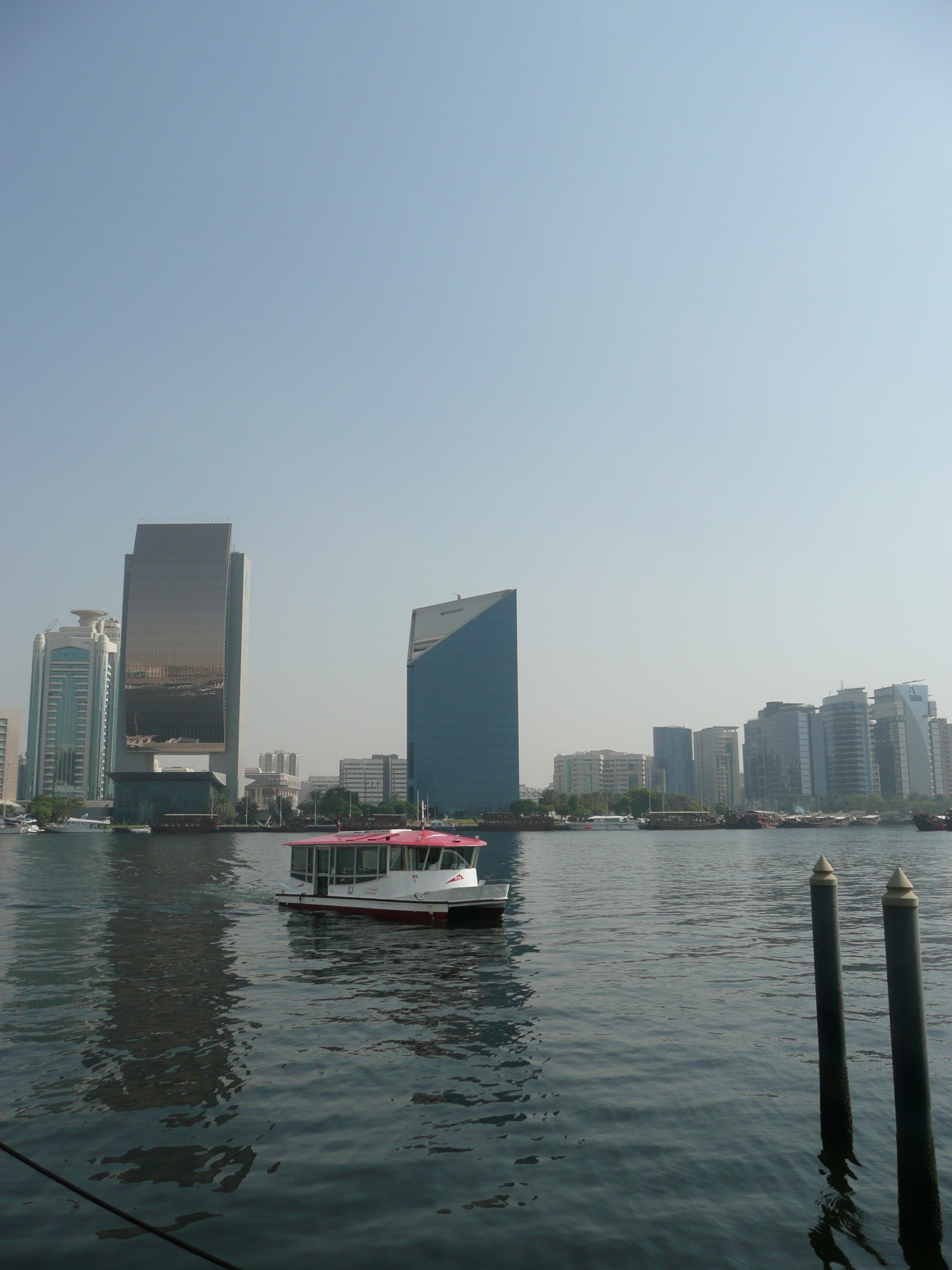
La même crique de Dubaï, en 2009.

Au début des années 1950, la ville était habitée par 15 000 personnes, en majorité des Iraniens, le farsi étant d'usage courant. L'électricité (ainsi que le téléphone) arriva en 1961, suivie de l'eau courante en 1968 (après la découverte d'un aquifère), faisant ainsi entrer Dubaï dans la modernité et permettant aux foyers de s'équiper de réfrigérateur, ventilateurs et même air climatisé. La première route asphaltée fut aussi construite en 1961, joignant le palais de Zabeel à la crique. Le pont Al Maktoum, reliant Bur Dubaï à Deira en permettant de se passer des embarcations abra, fut inauguré en 1962. En 1960, un aéroport fut ouvert, rivalisant avec la base aérienne de Sharjat. Dès 1968, il accueillait des Boeing 747.
Toujours au début des années 1950, seules 12 personnes étaient titulaires d'une licence pour vendre de l'alcool ; les Britanniques refusaient alors ces licences aux personnes ayant un nom musulman. Dans la même décennie, l'Hôpital Al Maktoum ouvrit, introduisant la médecine moderne à Dubaï. Le système scolaire restait très pauvre, la plupart des écoles ayant fermé lors de la crise. Lorsque les Britanniques quittèrent Dubaï, en 1971, le taux d'analphabétisme dépassait 70 %, l'espérance de vie à environ 50 ans, et aucune université n'était ouverte. En Oman, une insurrection marxiste avait cours, laquelle serait responsable de l'attentat contre le navire MV Dara (en) en 1961 dans les eaux de Dubaï.
L'esclavage (abd) fut aboli en 1963, bien que les Britanniques aient proscrit dès 1847 l'importation d'esclaves et qu'une grande partie d'entre eux ait été émancipée lors de la crise des années 1930-1940. Les anciens esclaves obtinrent la citoyenneté, ainsi que des terres et des maisons de la famille royale, et sont aujourd'hui traités comme des natifs. Les esclaves travaillaient essentiellement comme domestiques et servants ; certains, chanceux, eurent des fonctions politiques importantes (Barut, qui gouverna l'enclave de Kalba dans la première moitié du XXe siècle, ou Bakhit bin Said qui dirigea Dibba de 1924 à 1926). Certains travaillèrent pour les entreprises pétrolières lors de la première phase d'exploration. Aujourd'hui, de nombreux Philippins et Philippines font les tâches de serviteurs naguère assignées aux esclaves. Le cheikh Zayed, quant à lui, mis sur pieds un système approfondi de clientélisme et de prébendes afin d'obtenir la paix sociale : des lots de terre et des habitations étaient gratuitement fournies, à condition d'accepter de bâtir là où il préconisait de le faire - parfois dans le désert, peu sachant que d'ici quelques années le cheikh ferait sortir des édifices entiers du sable.

#### Des pétrodollars (à partir de 1966-1973) au post-pétrole
Ce n'est qu'avec la découverte du pétrole, qui intervint en 1966, 1970, 1972 et 1973, soit près de dix ans après la découverte de pétrole à Abou Dabi, que Dubaï passa à une autre ère, celle des pétrodollars. Sur le plan monétaire, après la dévaluation de la roupie du Golfe en 1966, Dubaï se joignit au Qatar pour établir une nouvelle unité monétaire, le riyal de Qatar et Dubaï.
Le pétrole de Dubaï est découvert dans le golfe Persique à 120 kilomètres de la côte, à la suite de quoi l'émirat attribue des concessions pétrolières. Les réserves, bien qu'importantes, sont faibles comparées à celles des autres émirats : Dubaï n'a que 4 % des réserves pétrolières des Émirats, la plupart étant concentrées à Abou Dabi. En 1975, le pétrole représentait 2⁄3 du PNB de Dubaï ; plus que 50 % en 1985 ; 18 % en 1995 ; 10 % en 2000 et 3 % en 2006 : Dubaï est ainsi le premier émirat du Golfe à avoir fait la transition post-pétrolière. Le pic de production fut atteint en 1991, avec 410 000 barils par jour. En 2008, Dubaï extrayait 60 000 barils par jour, contre 2,5 millions pour Abou Dabi,.
En 2020, Dubaï met en service la centrale électrique au charbon de Hassyan qui atteindra sa pleine puissance de 2400MW en 2023 pour un coût de 3,4 milliards de dollars. Elle produira 20% de l'électricité de Dubaï.

#### Indépendance des Emirats (1971) et l'avènement de Dubaï moderne

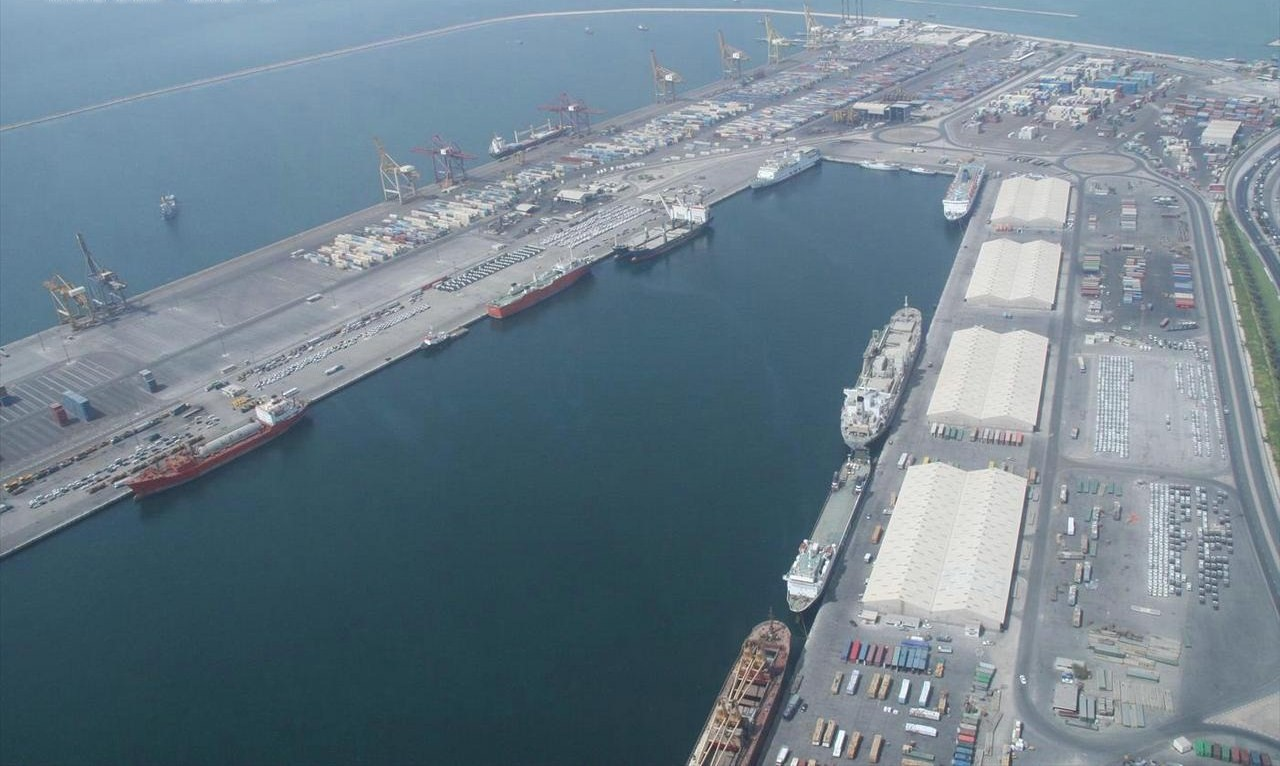
Port Rashid en 2007.

Avec cinq autres émirats, Dubaï accède à l'indépendance avec la création des Émirats arabes unis le 2 décembre 1971. Ils seront rejoints l'année suivante par l'émirat de Ras el Khaïmah et en 1973 la fédération adopte le dirham des Émirats arabes unis comme monnaie commune. Officieusement, le poste de vice-président est réservé à l'émir de Dubaï, qui est élu au sein du Conseil suprême composé des sept émirs de la fédération.
Les années 1970 virent Dubaï se transformer en grande ville moderne, avec l'inauguration de l'aéroport international de Dubaï, en 1972, à laquelle assista la reine Élisabeth II, ce qu'elle fit aussi pour l'inauguration du plus haut gratte-ciel du Moyen-Orient, le Dubaï World Trade Center (en), en 1979.
Un nouveau port, gigantesque, fut inauguré en 1972 : Port Rashid avait à l'époque une capacité de 100 000 conteneurs et deux grues. Il fut agrandi afin de pouvoir accueillir les plus gros porte-conteneurs en 1978, et dispose aujourd'hui d'une capacité d'1,5 million de conteneurs. Au même moment, le sheikh décida de construire un chantier naval immense à proximité, le Dubai Drydocks (en), qui ouvrit ses portes en 1983. Par coïncidence, celui-ci bénéficia de la guerre Iran-Irak (1980-1988) au cours de laquelle les deux pays se combattirent tant sur mer que sur terre, devenant le plus gros chantier naval de la région. Enfin, il décida la création d'un troisième port, artificiel cette fois-ci : le Port de Jebel Ali, qui couvre une surface de 134 km2 et est devenu la plus grosse base outre-mer de la US Navy. Tous ces projets, pharaoniques, ont à l'époque été accueillis avec un scepticisme important par les observateurs, mais furent finalement tous des succès durables, différenciant nettement Dubaï de ses voisins, qui préféraient placer leurs pétrodollars à l'étranger plutôt que d'investir dans des infrastructures.
Après la mort de Sheikha Latifa en 1983 et en raison de la santé dégradée du sheikh, le pouvoir revint de facto aux mains de ses fils : le fils aîné, sheikh Maktoum, prit ses fonctions à la tête de Dubaï, ainsi que comme vice-président et Premier ministre des Émirats ; sheikh Hamdan (en) devint chargé du développement industriel de Dubaï et du gouvernement municipal ; sheikh Mohammed obtint la direction de la police et de l'armée, ainsi que de la production pétrolière, de l'aéroport et des ports. Le contre-choc pétrolier, puis la fin de la guerre Iran-Irak, ralentit l'économie locale.

#### Conversion vers le tourisme et multiplication des zones franches (années 1990-2000)

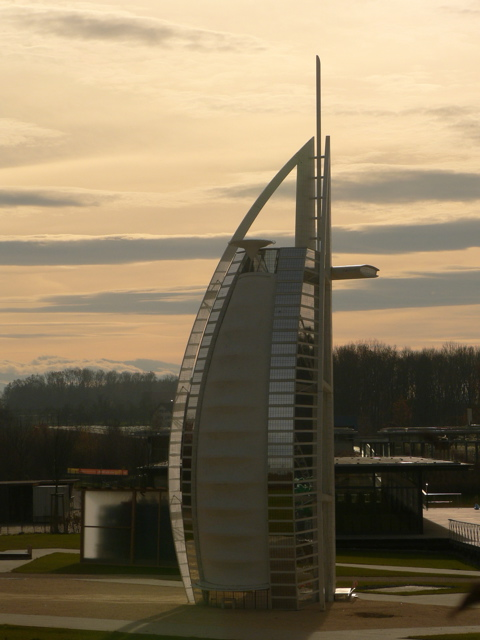
Model de Burj al-Arab, ouvert en 1999, devait être à Dubaï l'équivalent de la tour Eiffel ou de la tour de Pise aux yeux de son commanditaire, le sheikh Mohammed.

Après des travaux pour agrandir l'aéroport, la famille royale décida de convertir Dubaï en centre touristique de luxe, lançant la construction d'hôtels cinq étoiles aux côtés de gratte-ciel devant accueillir bureaux et centres commerciaux (cf. Liste des plus hauts immeubles de Dubaï), tandis qu'elle inaugurait en 1996 le Festival de shopping de Dubaï.
Une compagnie aérienne, Emirates, fut ainsi fondée en 1985, dotée d'une flotte de quatre avions, afin d'attirer les touristes : en quelques années, elle est devenue l'une des dix plus grosses compagnies aériennes du monde. Au début des années 1990, le Chicago Beach Hotel était l'une des seules grosses infrastructures hôtelières de Dubaï, qui ne comptait que 42 hôtels, avec 4 600 chambres, en 1985. En 2008, la ville comptait 350 hôtels de luxe avec 40 000 chambres. Parmi ceux-ci, l'hôtel Jumeirah Beach ouvrit en 1997, avec une forme de vague. L'impressionnant Burj al-Arab fut inauguré en 1999. En 1985, 400 000 étrangers passaient une nuit à Dubaï ; en 2008, on était à 7,3 millions (avec un prix moyen, pour une chambre, en 2007, de 270 dollars...). Dubaï dépassait, en tourisme, l'Australie, le Brésil et l'Inde, le tourisme représentant 1/4 de l'économie de Dubaï en 2006, soit 8 milliards de dollars... Le tourisme souffrit cependant des contre-coups de la crise des subprimes.
Par ailleurs, celui-ci est accompagné d'un développement important de la prostitution. Le gouvernement a promulgué en 2006 la première loi contre le trafic de femmes du Moyen-Orient, mais celle-ci a du mal à être appliquée : la police et les juges, souvent formés au Soudan ou au Yémen, ont tendance à considérer les prostituées évadées de réseaux d'exploitation comme des coupables plutôt que comme des victimes, ce qui conduit souvent les officiels à les aiguiller vers des ONG leur fournissant un foyer plutôt qu'à les inciter à porter plainte.
Entre 2000 et 2005, Dubaï connaissait un taux de croissance de 13 % (plus que la Chine), et sa population doubla entre 2001 et 2008, atteignant 2 millions. En 2002, sheikh Mohammed autorisa les étrangers à acheter de l'immobilier, faisant de Dubaï une exception parmi les EAU et relançant l'investissement - et la spéculation - dans l'immobilier. Paradoxalement, le boom de l'immobilier s'accompagne aussi d'une crise du logement : destiné au logement ou à l'hôtellerie de luxe, ainsi qu'à la spéculation, les 2/3 des logements étaient vacants à la fin des années 2000 (avant même que la crise des subprimes ne touche Dubaï). Les classes les plus modestes, cadres d'entreprises et employés de l'État, avaient ainsi du mal à trouver du logement.
Par ailleurs, après les attentats du 11 septembre 2001 et à la suite de la politique suivie par l'administration Bush, les capitaux des Émirats investis outre-atlantique furent rapatriés, finançant la construction. En 2006, le rachat de l'opérateur portuaire P&O par DP World (DB World), ce qui impliquait le contrôle d'infrastructures portuaires aux États-Unis, provoqua ainsi une polémique outre-atlantique qualifiée de raciste par le commentateur du New York Times Nicholas Kristof. Finalement, devant les assauts conjoints du sénateur Chuck Schumer et de Hillary Clinton, DB World se résolut à revendre, en mars 2006, les parts des activités de P&O aux États-Unis.
Peu de temps avant l'explosion de la bulle Internet, il fut aussi décidé d'attirer du personnel qualifié en tournant la ville vers les nouvelles technologies de l'information et de la communication, tandis que Dubaï devenait un centre financier majeur du Moyen-Orient, remplissant avec l'ouverture, en 2005, du NASDAQ Dubai (en) le fuseau horaire vacant entre la bourse de Singapour et celles de Francfort et de Londres. Tous ces projets furent accomplis en reprenant le modèle des zones franches, déjà en vigueur sous le sheikh Rashid al Maktoum et même avant, au début du XXe siècle, pour attirer l'investissement extérieur : le Jebel Ali Free Zone (en) date de 1985, et permit ainsi de contourner la loi des EAU requérant aux firmes étrangères d'accepter une participation majoritaire de 51 % d'une firme locale pour leurs activités dans le pays, ; le Dubai International Financial Centre (en), qui comptait plus de 450 compagnies et multinationales en 2008, de 2002. Dubaï s'est aussi ouvert au marché international du diamant, devenant en 2007 le cinquième centre mondial de ce marché, avec 5 milliards de dollars de chiffre d'affaires (derrière Anvers, à 19 milliards, Mumbaï et Tel Aviv, les deux à environ 9 milliards). En sus, des grands travaux et des projets démesurés lançaient le buzz.

#### Un mélange d'étatisme, de néolibéralisme et d'autoritarisme
Ce développement accéléré se fit sous l'impulsion d'entreprises nationalisées, managées, comme le gouvernement lui-même, selon des critères néo-libéraux (benchmarking et mise en concurrence des administrations entre elles, évaluations-surprises des employés et fonctionnaires, primes données aux salariés trouvant des moyens de baisser les coûts, etc.), donnant un hybride inédit. Trois promoteurs immobiliers, responsables de 70 % de la construction immobilière de la ville, appartiennent à l'État : Emaar Properties, Nakheel Properties et Dubai Holding.
Ainsi, la société d'investissement Dubai World, qui appartient à la famille royale, contrôle DP World, devenu 3e opérateur portuaire mondial, et le groupe de BTP Nakheel, qui construisit les fameuses îles artificielles (notamment Palm Islands, en forme de palmier ; les autres projets, notamment The World, ont subi les effets de la crise des subprimes), ainsi que la compagnie d'aviation Emirates. 100 % des parts de celle-ci, ainsi que de Dubai Aluminium (uk), sont la propriété de l'État, de même que les fonds d'investissement Istithmar (ar) et Dubai International Capital (en), divers promoteurs immobiliers, banques, etc.. Certains de ces groupes ont une part substantielle de capitaux étrangers, dont DP World, le promoteur immobilier Sama Dubai (en), et de plus en plus Emaar. On peut aussi citer le Dubai Holding Group, qui appartient au Sheikh Mohammed et gère la marque d'hôtel Jumeirah. Couplé avec l'autoritarisme du régime, ceci permet des décisions rapides et des synergies : ainsi, l'aéroport international de Dubaï travaille en tandem avec la compagnie Emirates, tandis que le Nasdaq Dubai (en) a bénéficié d'actions mises en bourse par les sociétés étatiques comme DP World.

#### Crise des subprimes et contre-coup
Outre les problèmes sociaux, y compris criminels (notamment de contrebande et de prostitution) et environnementaux importants impliqués par ce mode de développement (outre la destruction de l'environnement marin, un habitant de Dubaï a une empreinte écologique de 9,5 hectares selon le Rapport Living's Planet du WWF de 2008, dépassant les Américains qui sont à 9,4 ha et n'arrivent « que » deuxième, la France étant à 4,9 ha ; la consommation d'eau par habitant y est aussi supérieure qu'aux États-Unis!), ainsi que ceux de circulation et de sécurité routière, celui-ci a trouvé ses limites avec la crise des subprimes et la crise financière et économique qui a suivi. En 2009, plus de la moitié des projets immobiliers ont été abandonnés.
Le PNB baissa de plus de 2,7 % (moyenne des EAU) en 2009, bien qu'on s'attendait à ce que la croissance revienne ensuite. Le 25 novembre 2009, Nakheel Properties annonça qu'ils ne pourraient payer à temps sa dette de 3,5 milliards de dollars, nécessitant un ré-échelonnement ; Dubai World annonça la même chose, peu après, s'agissant d'une dette de 26 milliards de dollars. Dubaï, endetté à plus de 100 milliards de dollars, dut se tourner vers son grand frère Abou Dabi, qui lui prêta 10 milliards de dollars via la Banque centrale et 5 milliards via deux banques étatiques. En remerciements, Burj Dubai fut rebaptisé Burj Khalifa, du nom de l'émir d'Abou Dabi et président des EAU, le Sheikh Khalifa ben Zayed Al Nahyane. Sur le plan politique, ceci se traduisit, en novembre 2009, par la démission forcée d'Omar bin Suleiman, à la tête du Dubai International Finance Centre (en) ; de Sultan bin Sulayem, du conseil d'administration de l'Investment Corporation of Dubai ; de Mohammed al-Gergawi, du conseil d'administration de Dubai Holding (en), ainsi que de Mohammed Alabbar. Enfin, la crise a provoqué le départ de nombreux étrangers : en décembre 2009, on s'attendait à ce que la population baisse de 17 %.

#### Un paradis fiscal et carrefour d'investissements majeurs
La crise, qui atteint Dubaï en 2009, ainsi que les limites de ce modèle (environnemental, écologique et criminel), pas plus que les efforts contre le blanchiment d'argent menés au niveau mondial, n'ont conduit les autorités à réguler davantage les affaires d'une ville fondée sur le concept de zones franches, d'évasion fiscale par rapport à d'autres pays, et qui s'est longtemps enrichi de la contrebande : d'or à destination de l'Inde durant le XXe siècle, de trafic d'armes (le trafiquant d'armes Viktor Bout a opéré à partir de Dubaï et surtout de Charjah, tout comme le réseau nucléaire d'Abdul Qadeer Khan), etc. Tant son statut de zone franche que le faible taux de réglementation fait de Dubaï un paradis fiscal, utilisé tant par les mafias et régimes proscrits ou sous embargo que par des multinationales. Selon le géographe Marc Lavergne (2009) :
« L’existence de lieux comme Dubaï répond à la nécessité, dans un système mondial étroitement régulé et surveillé, pour les entreprises les plus respectées de disposer de zones d’ombre permettant des transactions d’autant plus rentables qu’elles sont illégales, de paradis fiscaux échappant au contrôle de leurs États d’origine ou de la communauté internationale, voire de leurs propres actionnaires.

L’intérêt de l’existence de Dubaï est en ce sens à la fois financier et stratégique, puisque la place permet à des acteurs souverains (comme l’Irak ou l’Iran sous embargo) et para-souverains (comme Al-Qaïda), mais aussi à des fournisseurs de produits interdits et des entreprises financières qui y blanchissent des fonds d’origine incertaine, de rester connectés au système-monde, pour le plus grand bénéfice de la place.

Besoin à la fois d’une lessiveuse branchée sur le système économique mondial, et d’un lieu de placement et d’investissement. Dubaï ne fait pas que recycler cet argent dans le système financier mondial, comme le Liechtenstein ou les Îles Caïmans : elle l’investit sur place, en particulier dans l’immobilier de luxe, en offrant la perspective de rendements hors du commun et d’une discrétion salutaire. »
Un temps sur la liste du GAFI de territoires à faible règlementation, Dubaï et les EAU ont échappé à la liste noire dressée par l'OCDE dans le cadre du modèle de convention de l'OCDE sur l'échange de renseignements en matière fiscale en raison de l'adoption d'une loi fédérale spécifique contre le blanchiment d'argent. Par ailleurs, des accords bilatéraux se multiplient pour éviter la fuite illégale de capitaux, par exemple avec l'Algérie
Ainsi, le rapport Doing Business 2010 de la Banque mondiale classe Dubaï no 33 sur son index Ease of Doing Business (contre no 47 en 2009), lequel évalue la facilité de conduire des affaires, le faible nombre de formalités sur l'import/export (ce qui ouvre aussi la voie à la contrebande) ainsi que sur les permis de construire et les chantiers (ce qui rend toute réglementation, fût-elle minimale, sur le droit du travail ou l'environnement plus que difficile à appliquer).
Début mars 2022, l’organisme mondial anti-blanchiment GAFI a placé Dubaï sur sa liste grise des États intervenant dans le blanchiment d'argent illégal.

#### Oligarques russes
En mai 2022, la fuite de données "Dubai Uncovered" a souligné les liens entre l’immobilier de luxe à Dubaï et le recyclage l’argent sale des oligarques russes et du crime organisé. Parmi les personnaliés cités par cette enquête: Alexandre Borodaï, Roman Liabikhov, Rouslan Baïsarov (homme d’affaires russe proche du dicteur tchétchène Ramzan Kadyrov), Dmitri Rybolovlev (passeport chypriote, basé à Monaco, président de l'AS Monaco). Plus de cent oligarques ruses possèdent des biens immobiliers à Dubaï.

#### Crime organisé et criminalité financière
Les fichiers « Dubai Uncovered » mettent en évidence la présence d'une douzaine d’Européens impliqués dans des affaires de blanchiment et de corruption:  
- Daniel Kinahan (promoteur de boxe irlandais, trafic de stupéfiants, blanchiment d’argent)[61]
- Tibor Bokor (directeur exécutif tchèque d’une bourse de cryptomonnaies)
- Miroslav Vyboh (avocat slovaque, recherché pour corruption)
- Plusieurs suspects cités dans la fraude financière « CumEx »

## Géographie

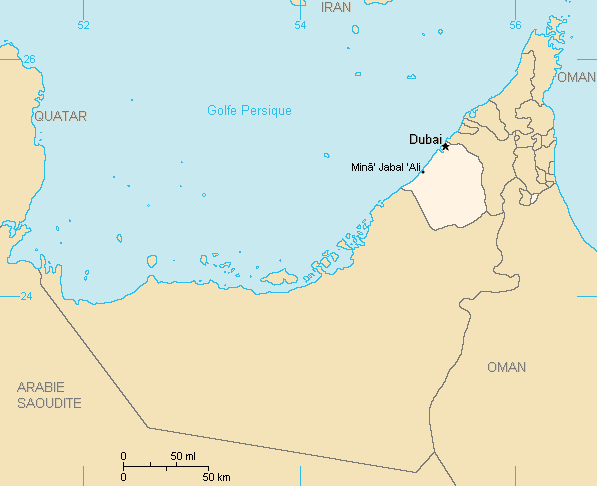
Carte de l'émirat de Dubaï.

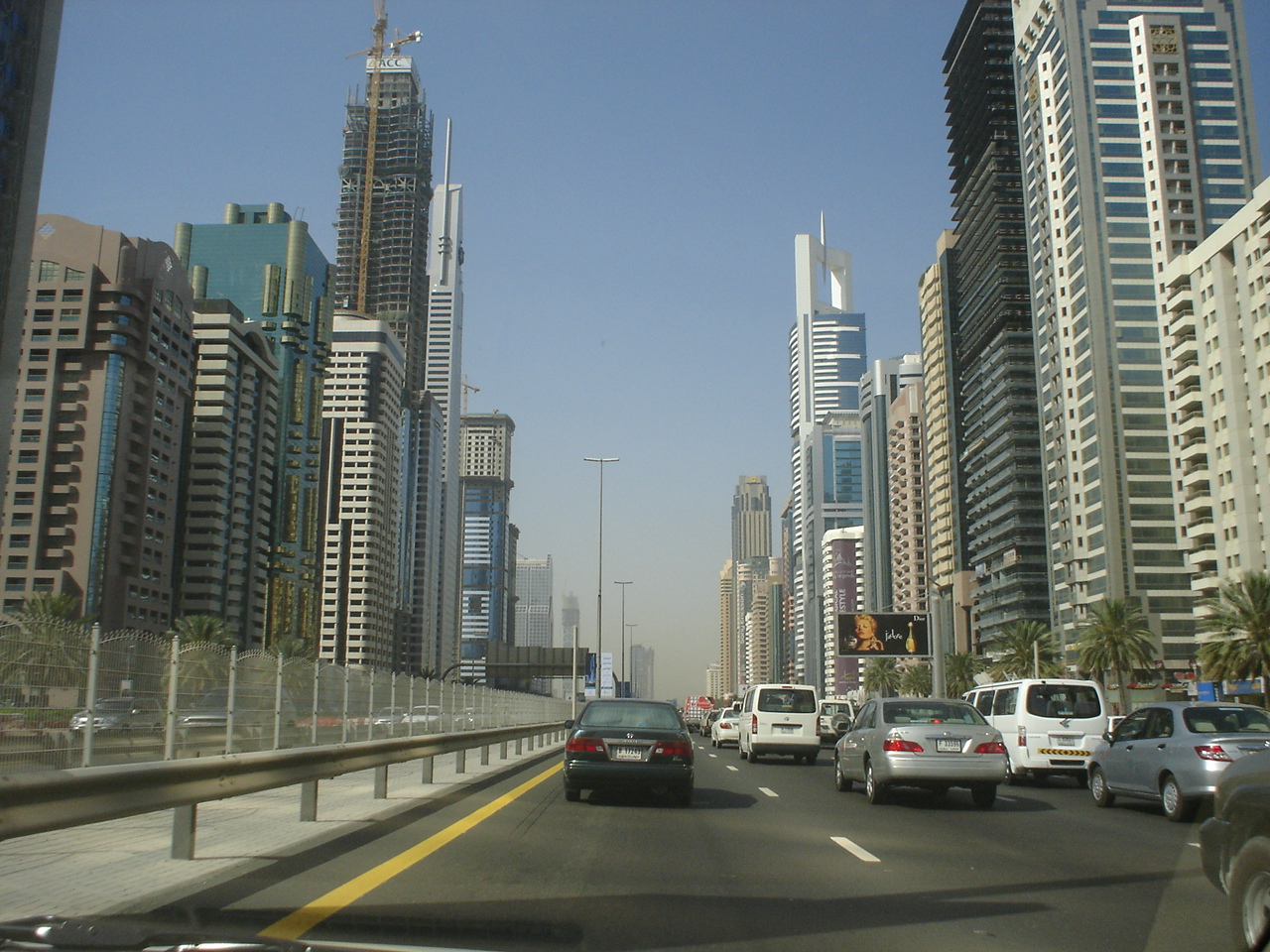
Sheikh Zayed Road, principale artère de la ville de Dubaï.

L'émirat de Dubaï est, avec 3 885 km2 et 3 680 785 habitants, le second émirat des Émirats arabes unis par sa superficie et le premier par sa population.
Son territoire se situe principalement sur la côte du golfe Persique, entre les émirats d'Abou Dabi (au sud) et de Charjah (au nord et à l'est). L'émirat possède aussi l'enclave de Hatta dans les montagnes à l'est du pays et qui a une frontière avec Oman et les émirats de Ras el Khaïmah et d'Ajman. En majorité occupé par le désert du Rub al-Khali, l'intérieur des terres possède peu d'atouts hormis des gisements de pétrole et de gaz naturel.
La ville de Dubaï est le premier port du pays (Jebel Ali) mais celui-ci se classe aussi neuvième du monde avec un trafic conteneurs de 14 472 000 teu en 2023. Dubaï est la première ville des Émirats arabes unis. Elle fut créée dans une boucle du bras de mer qui s'insinue dans le désert et qui constitue un port naturel (Khor Dubaï). Le centre-ville, qui garde un caractère arabe, est constitué de petits immeubles et de ruelles étroites. Les nouveaux quartiers s'étalent quant à eux dans le désert et le long de la côte au nord et au sud, constituant avec les villes de Charjah et Ajman une agglomération de 2 500 787 habitants en 2006.
Le port de Jebel Ali (ou Mina Jabal Ali) se situe dans le sud de l'émirat. Avec la proximité de l'agglomération de Dubaï et la construction de Palm Islands, de Dubaï Waterfront et de Dubaï Marina, sa physionomie est en train d'être totalement bouleversée.
La construction de Palm Jumeirah, une île balnéaire artificielle de Dubaï, a coûté plus de 11 milliards d'euros. Les travaux ont débuté en 2001 et prirent fin en 2009.

## Climat
Le climat à Dubaï est subtropical aride.
Le mois le plus froid est celui de janvier : il fait alors entre 12 et 25 °C et il pleut même quelquefois. On atteint fréquemment les 30 degrés à partir de la mi-février.
À la mi-mars, les températures deviennent caniculaires et pendant les mois d'été, la température peut atteindre 50 degrés avec un taux d'humidité important (néanmoins les précipitations sont nulles pendant ces mois-là).

## Droit et politique
L'émir actuel est Mohammed ben Rachid Al Maktoum depuis le 4 janvier 2006 à la suite de la mort de son frère Maktoum ben Rachid Al Maktoum. Membre du Conseil Suprême, il est également le premier ministre des Émirats arabes unis, régi par une Constitution des Émirats arabes unis (en).
L'émirat de Dubaï est divisé en neuf secteurs (cinq urbains, trois ruraux et Jebel Ali) eux-mêmes divisés en 132 « communautés » de tailles variables et délimitées par les artères principales.
Le régime de Dubaï est une monarchie héréditaire, qualifiée d'autocratie : bien que les libertés sociales soient présentes, les Dubaïotes n'ont aucun droit politique (droit de vote, etc.) et la liberté d'expression est très fortement encadrée. La Constitution des EAU garantit la liberté de religion et de culte, l'égalité de tous devant la loi sans distinction de race, sexe ou religion et les libertés d'expression et d'association dans « les limites énoncées par la loi ».
Comme dans les autres émirats, Dubaï a un système juridique mixte, combinant le droit musulman, notamment en matière pénale (la charia, interprétée selon l'école malékite), avec des influences du common law, héritage de la colonisation britannique, mais qui ont été codifiées, ainsi que du droit civil en vigueur en Égypte. La police (en), forte de 15 000 hommes, est dirigée par Dahi Khalfan (en), un adversaire convaincu des Frères musulmans. Ainsi, selon Le Monde du 29 août 2012, « Dahi Khalfan, qui dénonce depuis des mois un « complot » supposé des Frères musulmans égyptiens cherchant à renverser les monarchies du Golfe, adhère à cette lecture, prétexte à envoyer en prison des dizaines de présumés islamistes locaux. »

### Organisation judiciaire
L'organisation judiciaire est établie par une loi dubaïote de 1970, la Constitution des EAU laissant à chaque émirat le choix d'appartenir, ou non, au système fédéral — ce que Dubaï refusa. En 1970, le système de Dubaï reposait sur des tribunaux de première instance et des cours d'appel, auxquels fut ajoutée une Cour de cassation. Maintenant son système spécifique, Dubaï a cependant décidé que la loi fédérale no 12 (1991) sur la procédure civile s'appliquerait dans l'émirat, et applique donc les lois fédérales.
Le droit pénal, le civil, y compris commercial, et le droit personnel (droit des successions, du mariage, etc.) sont traités par des juridictions spécifiques : chaque cour (de première instance, d'appel et de cassation) dispose de chambres spécifiques à cet effet (le droit personnel, musulman, étant traité par des cadis, lorsque le justiciable est musulman). Par ailleurs, deux juridictions spécialisées existent pour le droit du travail et les conflits relatifs à la propriété immobilière. En cas de litige entre un étranger et un national, celui-ci bénéficie d'une protection des autorités, y compris judiciaires ; l'accès à la justice est ainsi bien plus simple pour les nationaux, allant jusqu'à l'abus (de nombreux témoignages, concernant les accidents de la route, peuvent être trouvés à ce sujet).
Les tribunaux sont composés d'un ou plusieurs juges, et ne comportent pas de jury. Le système juridique reposant davantage sur une conception proche du droit civil que du common law, la règle du précédent ne vaut pas. Néanmoins, les jugements des juridictions supérieures sont parfois publiés afin de servir d'inspiration.

### Régime juridique spécifique des zones franches
Les zones franches constituent une exception territoriale à ce système : des lois différentes s'y appliquent, notamment dans le Dubai International Financial Centre (en) (DIFC), le Jebel Ali Free Zone (en) et Dubai Media City.
Parmi les spécificités, les sociétés peuvent y être détenues à 100 % par des capitaux étrangers ; aucun impôt n'est prélevé, et aucun seuil sur le rapatriement des capitaux n'existe.
Le DIFC possède ainsi ses propres juridictions et son système juridique, à l'exception de ce qui concerne le droit pénal. On y parle anglais, et nombre des juges proviennent de pays de common law.
Parmi les lois régissant le DIFC, on compte la loi sur les Sociétés, la loi sur les Contrats, sur l'arbitrage - toutes administrées par l'autorité du DIFC - ainsi que, pour les services financiers, la loi de régulation, la loi sur les marchés, la loi de protection des données, et la loi régulant les entreprises financières islamiques, toutes administrées par l'Autorité des services financiers de Dubaï.
A Dubaï, il n’y a pas d’imposition sur les sociétés, seules les sociétés pétrolières paient des impôts. Un impôt sur les sociétés entrera en vigueur en 2023. La T.V.A. s'élève à 5%.

### Droit pénal et tourisme
Voir la section Un paradis fiscal et un lieu d'investissements multiples pour ce qui concerne la délinquance en col blanc et la contrebande.
Le trafic de stupéfiants est passible de la peine de mort, et la simple possession de prison. La consommation d'alcool, bien que courante, du moins parmi les expatriés non-musulmans, est régulée : elle s'effectue dans les hôtels ou à domicile. Des touristes ont aussi été détenus puis expulsés pour indécence et exhibition sexuelle, bien que Dubaï soit beaucoup plus tolérant que Charjah (en général, il s'agissait de personnes ayant eu des relations sexuelles en public, sur la plage : en 2008, trois Britanniques ont été condamnés à trois mois de prison pour de tels faits, avant que la sentence ne soit suspendue).
De la même manière que dans les autres émirats des Émirats arabes unis, les femmes sont victimes de discrimination : leurs droits sont limités par rapport aux hommes dans les questions de mariage, de divorce, d'héritage et de garde des enfants. Les femmes violées sont passibles de peines de prison par le code pénal émirien pour « rapport sexuels en dehors du mariage » et différentes affaires concernant des ressortissantes étrangères provoquent régulièrement des polémiques. Le 17 juillet 2013, une Norvégienne victime d'un viol a été condamnée à 16 mois de prison,, condamnation vivement critiquée par la Norvège et l'opinion publique, ce qui conduit quelques jours après Dubaï à présenter ses excuses à la victime. Le 30 janvier 2014, une Autrichienne a aussi été condamnée par la justice mais a pu regagner l'Autriche à temps. En novembre 2016, une touriste britannique, victime d'un viol collectif, se fait inculper pour relation sexuelle extra-conjugale. Elle risque une peine de prison voire un châtiment corporel, et devrait également verser près de 28 000 euros de frais de justice.
Toutefois, afin d'attirer les touristes, les expatriés et les résidents occidentaux aisés, notamment les influenceurs, le gouvernement a pris certaines mesures au tournant des années 2020, incitatives fiscalement, mais aussi au niveau des mœurs (dépénalisation de la consommation d'alcool et de la cohabitation des couples non mariés).

### Droits de l'homme
La problématique des droits de l'homme s'avère particulièrement complexe dans l'émirat où les normes politiques diffèrent fortement de celles de l'occident. Les travailleurs migrants sont victimes de mauvais traitements et vivent dans des logements de mauvaise qualité. Les conditions de travail sont particulièrement défavorables. Il n'y a ni syndicats ni droit de grève. Beaucoup de travailleurs voient leurs passeports confisqués afin de les empêcher de quitter leur lieu de résidence avant le terme des chantiers sur lesquels ils sont engagés. Durant la construction du Burj Dubaï, les conditions de travail particulièrement difficiles pour les ouvriers ont beaucoup choqué,.
Jusqu'à récemment, les enfants jockeys ont été utilisés dans les courses de chameaux. La plupart de ces enfants ne sont même pas même originaire de la péninsule arabique, mais du Pakistan, de l'Inde et d'autres pays voisins, enlevés à leurs parents ou même vendus par eux. Très peu nourris pour être les plus légers possible, battus, abusés sexuellement, subissant des traitements hormonaux pour freiner leur croissance, certains sont très jeunes et n'ont pas 3 ans. Après une enquête, une nouvelle loi a été adoptée qui interdit désormais aux propriétaires d'écuries d'employer des enfants de moins de 15 ans. Depuis, près de 4 000 de ces enfants ont été rapatriés dans leurs pays respectifs et indemnisés.
Les résidents ou les visiteurs ne sont pas autorisés à critiquer la famille royale ou le gouvernement, ni même à parler de religion en dehors d'un lieu religieux. Certains citoyens ont été punis et leur citoyenneté a été révoquée.

## Démographie

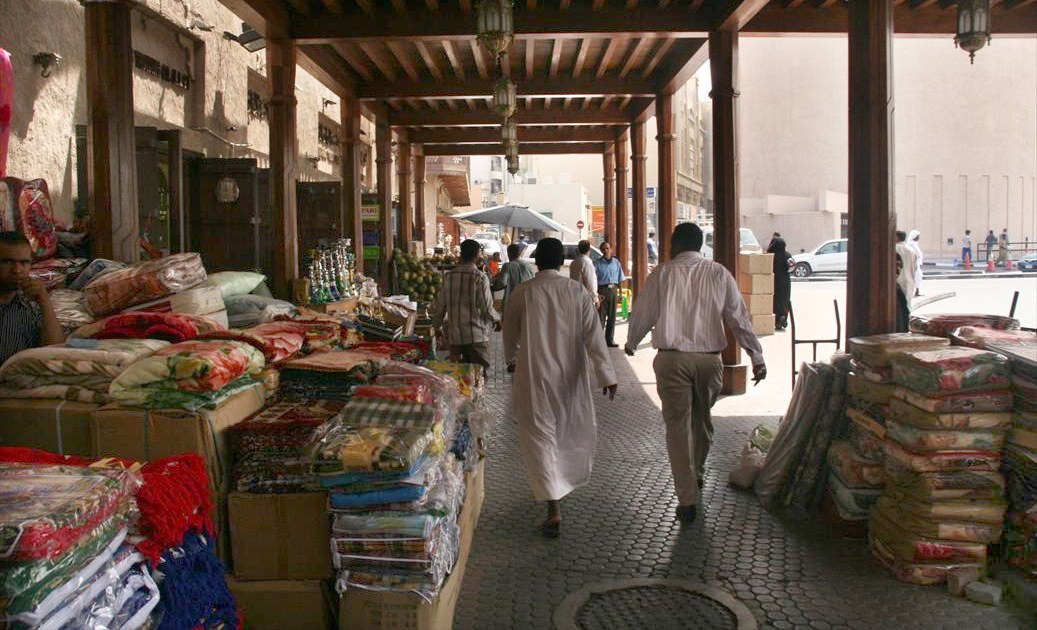
Un souk à Deira.

La grande majorité de la population (au grand minimum 65 % de la population totale en 2002, 700 000 travailleurs émigrés en 2007 dont environ dix mille Français [réf. nécessaire]) n'est pas dubaïote ni même émiratie mais est formée de travailleurs immigrés (65 % des habitants de l'émirat sont indiens ou pakistanais): la politique de grands travaux nécessitant une forte main-d'œuvre, le gouvernement fait appel à des étrangers venant principalement des autres pays arabes, du sous-continent indien et d'Asie du Sud-Est. Par ailleurs, de nombreux hommes d'affaires occidentaux viennent temporairement dans l'émirat pour y travailler dans les filiales de leurs multinationales. Ils sont environ cent mille [réf. nécessaire][Quand ?]. D'autres sources affirment qu'en 2008, il n'y avait que 100 000 Émiratis parmi les 2 millions d'habitants de Dubaï, ce qui fait 95 % d'étrangers, venant de 200 pays,. Selon des chiffres officiels du Conseil national fédéral, les Émiratis constituaient un peu plus de 15 % d'une population de 5,6 millions fin 2006.
Les hommes sont aussi beaucoup plus nombreux que les femmes : celles-ci ne représenteraient, selon une étude récente, qu'un quart de la population et 14 % de la population active (357 000 femmes et 1 121 000 hommes selon des chiffres officiels de 2007). La pyramide des âges est tout autant déséquilibrée, avec très peu d'enfants et de jeunes ainsi que de personnes âgées, l'essentiel de la population étant en âge de travailler.
Le droit de la nationalité est fondé sur le ius sanguinis par voie paternelle : la nationalité est transmise par le père, et ne l'est pas si une citoyenne dubaïote se marie avec un étranger. S'ajoutent ceux qui n'ont pas obtenu la nationalité des EAU lors de l'indépendance, devenant apatrides (bidoune en arabe). La quasi impossibilité pour un étranger d'obtenir la nationalité émiratie et de s'installer définitivement dans le pays crée une forte fracture sociale entre les Émiratis et certains travailleurs immigrés venant des pays en développement : une minorité se partage ainsi les richesses et a un niveau de vie supérieur à celui de nombreux pays riches, alors que la majorité travaille dans de rudes conditions, vit très modestement et est sous-payée (bien que le salaire soit en théorie largement supérieur à ce qu'ils toucheraient dans leur pays d'origine ; ce point commence cependant à être discuté, en particulier pour l'Inde). Les Emiratis bénéficient ainsi de subsides constants du gouvernement, selon un mécanisme tribal traditionnel, et obtiennent des emplois bien payés dans la fonction publique. Certains Emiratis eux-mêmes commencent à s'inquiéter, les discours xénophobes devenant plus fréquents. Le chef de la police de Dubaï lui-même, Dhahi Khalfan Tamim (en), a pu présenter l'immigration comme un « problème de sécurité nationale.
Les accidents du travail, y compris mortels, sont fréquents, mais aucune statistique officielle ne les prend véritablement en compte,,,,,, sur les chantiers de construction où le personnel travaille sans réelles mesures de sécurité et en plein soleil.

### Langues
La langue officielle est l'arabe. Mais en raison de la forte proportion d'étrangers l'anglais, l'hindi, le malayalam, le persan, l'ourdou et le tagalog sont utilisés pour les affaires et par les étrangers entre eux.

### Religions
La religion la plus représentée est l'islam, en majorité sunnite. Il existe des communautés chrétiennes, juives, hindoues et sikhs. Dubaï est le seul émirat qui possède un temple hindou et un temple sikh. Il existe aussi des lieux de culte mormons.
Depuis 2001, des églises catholiques, orthodoxes et des temples protestants peuvent être construits à Jebel Ali grâce à l'attribution de parcelles par le gouvernement. Même si aucun des rites autres que musulman n'est subventionné par le gouvernement, la liberté de religion est assurée et il est permis aux différentes congrégations religieuses de percevoir des dons, des soutiens financiers venant de l'étranger, de faire des publications dans la presse, etc. De façon générale, Dubaï est l'émirat le plus tolérant des Émirats arabes unis, contrepartie nécessaire de son ouverture à l'étranger et au tourisme.

## Économie
Jusque dans les années 1930, l'économie de Dubaï était basée sur le commerce et notamment l'exportation des perles, domaine qui subit de plein fouet la Grande Dépression. Avec la découverte et l'exploitation du pétrole à la fin des années 1960, Dubaï bénéficie de la rente de l'or noir, investie dans de nombreuses infrastructures portuaires et aéroportuaires construites dans les années 1970 puis 1980.
Avec la récente baisse des exportations de pétrole et de gaz naturel et l'épuisement des réserves prévu d'ici quelques décennies, Dubaï se lance dans une diversification de son économie en faveur des nouvelles technologies, du commerce et du tourisme de luxe, commercial, d'affaire, etc. Ainsi, l'émirat prévoit de devenir le premier centre mondial du tourisme de luxe et l'un des premiers pays touristiques du monde d'ici quelques années. Déjà, l'exportation du pétrole ne représente plus que 5 % du PIB de l'émirat [réf. nécessaire], le reste étant assuré par les rentrées fiscales des entreprises grâce à la Jebel Ali Free Zone et, de plus en plus, le tourisme.
Ce virage est accompagné d'une politique de grands travaux afin de créer les infrastructures d'accueil (aéroports, marinas, hôtels, palaces, etc), de transport (autoroutes, métro, etc) et de loisir (parcs d'attractions à thème et aquatiques, centre commerciaux, etc) pour les futurs visiteurs.
Depuis 2002, les étrangers peuvent accéder à la propriété des bâtiments (et non de la terre) pour des baux de 99 ans. Cette loi, complétée par le Dubai Property Law du 12 mars 2006, permet aux non-Emiratis fortunés d'acheter des résidences ou des appartements dans les nombreux projets immobiliers.
En 2008 et 2009, Dubaï fut particulièrement touchée par la crise économique internationale. C'est ainsi que l'émirat, ne pouvant honorer ses engagements financiers, a été contraint de demander le rééchelonnement de la dette de ses deux groupes phares, le conglomérat Dubaï World et sa filiale immobilière Nakheel afin d'éviter leur mise en faillite et l'effondrement total de Dubaï.
En 2012, Dubaï était considéré comme l'économie la plus compétitive du Moyen-Orient par l'Economist Intelligence Unit et en 2013 elle réalisait la meilleure performance mondiale boursière.
Plus de 150 000 sociétés sont actuellement installées à Dubaï
En deux décennies, Dubaï a réussi à se classer au niveau mondial dans plusieurs secteurs économiques :
- Dubaï dispose du 9e port le plus important du monde[105] et de la 3e société portuaire mondiale.
- Dubaï est la 7e ville la plus visitée au monde en 2012[106]
- Dubaï disposait de la 7e plus grande société d’aluminium en 2011[107].
- Dubaï est le 2e plus grand marché international de commerce de détails du monde derrière Londres[108].
- Dubaï dispose du 7e aéroport mondial en 2013, du 1er pour ce qui est du trafic passager international uniquement[109] et de la meilleure compagnie aérienne selon World Airline Awards[110]
- Dubaï a le 2e marché de la propriété le plus dynamique du monde en 2012[111] et le plus haut taux d'occupation d’hôtels de la planète[112],[113].

### Reconversion économique de Dubaï
(février 2016).

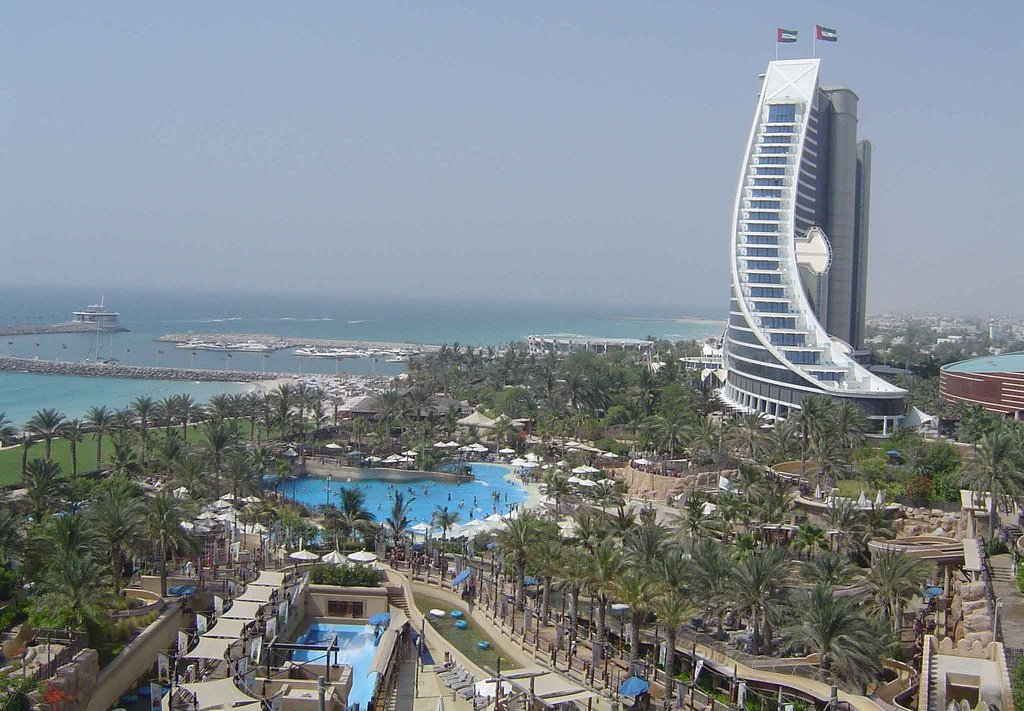
L'hôtel Jumeirah Beach et le parc aquatique Wild Wadi.

Afin de mener à bien la politique de reconversion de l'économie de Dubaï vers les nouvelles technologies, le commerce et le tourisme (ou les deux dans le cadre du festival de shopping de Dubaï), le gouvernement s'efforce d'attirer capitaux et entreprises tout en maintenant une politique de grands travaux, à l'origine de nombreux complexes urbains, hôteliers ou balnéaires. Le gigantisme et le caractère novateur de ces réalisations tournent les regards du monde entier vers l'émirat et forcent sa renommée.
Les constructeurs sont le plus souvent Nakheel ou Emaar Properties, groupes bien implantés dans l'émirat et aux visées maintenant internationales. D'autres projets importants tels que Business Bay ou celui qui prévoit de recouvrir une montagne d'un dôme puis de l'enneiger afin de créer une petite station de ski sont en préparation. Nombre de ces projets avortent mais ils sont toujours source d'une publicité dont se nourrit la cité-État. Des quartiers spécialisés dans certains domaines ont été mis en place : Dubai HealthCare City est une zone franche médicale destinée à attirer les meilleures institutions de santé et proposer des soins de très haut niveau, Dubai Media City et Dubai Internet City sont des zones franches où se sont installées de grandes sociétés des médias (MBC, CNN, Yahoo!, Reuters et AP) et d'informatique (EMC Corporation, Oracle, Microsoft et IBM), Dubiotech pour sa part, est spécialisé dans les recherches biologiques et Humanitarian City accueille dans un centre différentes organisations non gouvernementales ainsi que l'UNOPS, un organisme des Nations unies. Ces quartiers permettront à Dubaï d'acquérir une certaine reconnaissance internationale et de devenir un lieu de décision important.
La ville accueille depuis plusieurs années différents événements, dont le festival de shopping de Dubaï (ou DSF), le salon technologique Gitex ou encore le Dubaï Air Show, lesquels ont un impact très favorable sur la consommation ainsi que les investissements.
Les ouvriers étrangers (Pakistanais, Indiens, Chinois, etc) employés pour construire ces complexes sont souvent à la merci des entrepreneurs. Cette situation tient notamment à la réglementation sur le "sponsorship" (kafala, à l'origine une procédure alternative à l'adoption). L'employeur doit agir comme "sponsor" pour permettre à ses employés étrangers d'obtenir un permis de travail et un titre de séjour. Le sponsor ayant seul la relation avec les Ministères de l'Immigration et du Travail, il lui arrive de conserver le passeport de ses employés, ce qui peut donner lieu à des abus. Néanmoins, l'institution de la kafala est loin d'être la cause exclusive du traitement des ouvriers aux Émirats et dans le Golfe, lequel peut également être expliqué par la pratique des agences de recrutement y compris dans le sous-continent asiatique et par l'absence de reconnaissance du droit syndical.
L'exploitation des ouvriers du bâtiment a touché son paroxysme lors de la crise financière qui a frappé Dubaï à partir de 2008, puisque certaines entreprises ont pu ne pas payer leur salaire à leurs ouvriers pendant plusieurs mois. Sous la pression du Conseil des droits de l'homme des Nations unies, les EAU ont désormais adopté un système de protection des salaires (Wage Protection System) contraignant l'employeur à verser les salaires de ses employés par le biais d'une réglementation impliquant le ministère du Travail et éventuellement la banque de l'employeur. D'après la réglementation locale, les ouvriers ne peuvent travailler par une température supérieure à 50 °C, mais la température est prise à l'ombre ; il arrive donc qu'elle dépasse les 55 °C sans que le travail soit stoppé. En moyenne, un suicide tous les quatre jours intervient chez les ouvriers.

### Dubai Internet City
Dubai Internet City (DIC) est un parc technologique spécialisé dans les sociétés TIC créé en 2000 par le gouvernement de Dubaï, c'est le plus grand hub TIC de la région MENA. Libre de taxe, DIC est une zone franche qui a pour objectif d'attirer les entreprises opérant dans la région, elle accueille un grand nombre d'entreprises mondiales telles que Microsoft, Oracle, Hitachi, Siemens, Cisco Systems, HP, Facebook, LinkedIn, Sun Microsystems, Kaspersky Lab ainsi que des entreprises locale et régionale tel que : I-mate, Acette, Bayt, Tatweer et Maktoob. En 2020, Dubai Internet City rassemble près de 1 600 entreprises.

## Transports

### Transport aérien
L'Aéroport international de Dubaï situé dans les quartiers est de la capitale, sert de plate-forme de correspondance à la compagnie aérienne Emirates.
Un second aéroport international, l'Aéroport international Al Maktoum, situé au sud de Jebel Ali, a été ouvert au trafic passagers le 27 octobre. Cet aéroport était, depuis son inauguration en 2010, jusque-là exclusivement destiné au trafic cargo.
Il existe également un troisième aéroport local à plus de 27 km au sud du centre-ville de la capitale.

### Transport maritime
Les infrastructures portuaires de l'émirat se sont largement développées ces dernières années (notamment le port de Jebel Ali, Port Rashid, il reste le vieux Port d'Al Hamriya) puisqu'elles occupaient en 2004 la dixième place des ports à conteneurs, derrière ceux de Los Angeles et de Hambourg.

## Éducation
Le système scolaire à Dubaï est le même que celui des Émirats arabes unis. En 2023, il y avait 66 écoles publiques  gérées par le ministère de l'Éducation nationale qui servent les Émiriens ainsi que les expatriés arabophones. Dubaï compte également 216 écoles privées. L'enseignement dans les écoles publiques se fait en arabe et l'anglais est enseigné comme seconde langue, alors que la majorité des écoles privées pratiquent l'enseignement de l'anglais comme première langue. La plupart des écoles privées sont liées à des communautés d'expatriés. Delhi Private School, Our own English High School, The Dubaï Modern High School et The Indian High School sont des écoles indiennes. Parmi les écoles anglaises, on compte Dubai English Speaking School, Jumeirah Primary School, Jebel Ali Primary School, The Cambridge High School et The Horizon School qui couvrent le cycle primaire. Dubai British School, Jumeirah College et St. Mary’s Catholic High School sont des écoles allant jusqu'au cycle secondaire, le meilleur est Dubai College Emirates International School, qui couvre l'ensemble des cycles scolaires jusqu'à l'âge de 18 ans.
Il existe deux écoles françaises, le lycée français international Georges Pompidou (LFIGP) et le lycée français international de Dubaï (AFLEC).
Le lycée Georges Pompidou est un établissement relevant de l'Agence pour l'enseignement français à l'étranger (AEFE) alors que l'AFLEC est un établissement homologué par cette même agence. Les programmes pédagogiques de ces deux derniers sont reconnus par le ministère de l’Éducation nationale français. Le lycée, créé en 1977, couvre les enseignements du primaire, du collège ainsi que du lycée. L'enseignement primaire est proposé sur les sites de Dubai Academic City (inauguré en 2014) ainsi que Sharjah. Les enseignements du collège ainsi que du lycée sont dispensés uniquement sur le site du Ruwayah à Dubai Academic City. Compte tenu de l'augmentation rapide du nombre de ressortissants français à Dubaï, il devient très difficile d'inscrire les nouveaux arrivants sur le site primaire de Dubai Academic City (Dubaï). Ils sont inscrits prioritairement sur le site de Charjah. Il existe un transport scolaire assurant le déplacement des élèves du domicile à l'ensemble des 4 sites.
Le lycée français international de Dubaï (AFLEC), ouvert depuis 2003, est situé derrière l'Hôpital américain, et couvre pour l’année 2008 – 2009 du primaire (petite section) à la 6e (collège).
L'École supérieure de journalisme de Paris est présente en partenariat avec Orient TV dans Orient-ESJ et forme des journalistes de télévision.
Le ministère de l'Éducation nationale émirien est responsable de l'accréditation de toutes les écoles. On estime que 10 % de la population possède un diplôme universitaire ou de troisième cycle. Beaucoup d'expatriés ont tendance à envoyer leurs enfants effectuer leurs études universitaires dans leurs pays d’origine. Cependant, un nombre important d'universités se sont installées dans les 10 dernières années. Parmi elles, on compte Michigan University Dubai, American University in Dubai (AUD), American University of Sharjah (AUS), Zayed University, The American College of Dubai, University of Wollongong in Dubai et Harvard Medical School Dubai Center (HMSDC).

## Santé et médecine à Dubaï

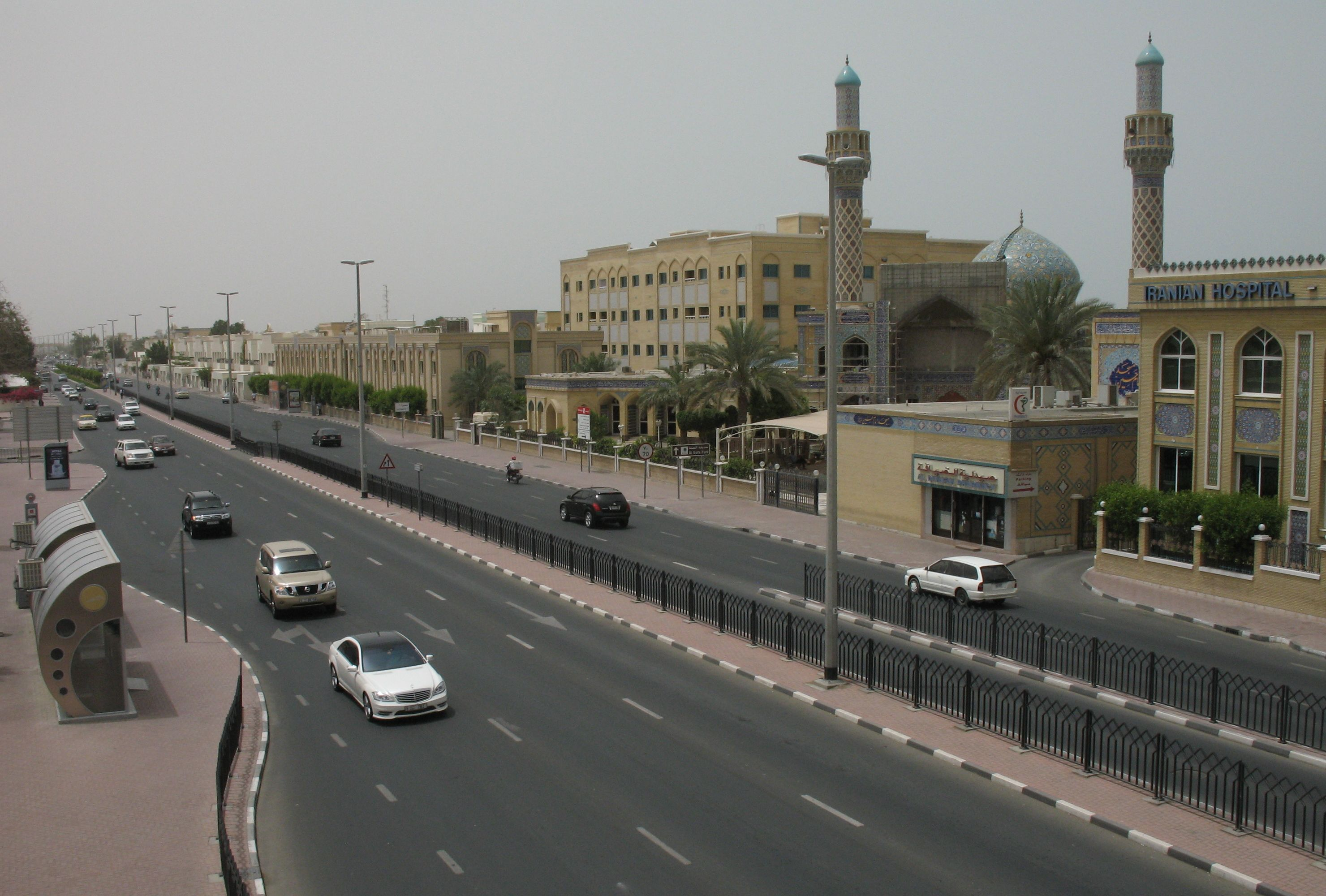
Hôpital iranien.

Tout résident à Dubaï doit avoir une carte santé du gouvernement. Cette carte donne un accès généralement payant aux soins dans les hôpitaux publics. Beaucoup de sociétés incluent une assurance médicale dans le contrat de travail pour les expatriés ; à défaut, il est possible de souscrire un contrat d'assurance médicale auprès de compagnies d'assurance privées.
Il existe trois autorités médicales aux Émirats arabes unis : le ministère de la Santé (Ministry of Health –MOH) qui a autorité (licences) sur Abu Dhabi et les Émirats du nord excepté Dubaï, le département de la Santé et des Services médicaux ayant autorité (licences) uniquement à Dubaï excepté la zone franche de Dubai HealthCare City (DHCC) qui a sa propre autorité.

### Dubai HealthCare City
Dubai HealthCare City (DHCC) est un projet lancé par le gouvernement de Dubaï avec pour objectif d'installer sur un même site des institutions médicales de haut niveau couvrant toutes les spécialités de la médecine et de la santé. À l'instar des autres zones franches de Dubaï, DHCC a pour objectif, grâce à la qualité supérieure de la médecine qui y est proposée, d'attirer les patients non seulement de Dubaï mais également d’autres pays en suscitant le tourisme médical.
Pour soutenir ce niveau qualitatif de la médecine, DHCC s'est doté d’institutions et de systèmes garantissant ce niveau supérieur de médecine : Harvard Medical School Dubai Center (HMSDC), Dubai Harvard Foundation for Medical Research (DHFMR) et Center for HealthCare Planning and Quality (CPQ) qui contrôle la qualité de la médecine en partenariat entre DHCC et Harvard Medical International.
Toutes institutions médicales ouvrant à DHCC doivent être conformes à un cahier des charges spécifique aux spécialités médicales proposées. Ce cahier des charges concerne les locaux, les équipements médicaux, les procédures et les protocoles, le recrutement du personnel médical et sa formation continue. Le CPQ procède à des audits réguliers (à l'ouverture, à 6 mois puis annuellement) pour garantir la conformité de l'institution de santé à ce cahier des charges ainsi qu’aux meilleurs standards internationaux.
Il existe une liste restreinte de pays et d'institutions médicales reconnues pour le personnel de santé autorisé à exercer à Dubai HealthCare City. Les diplômes et les expériences du personnel médical (médecins, dentistes, infirmiers, etc.) sont vérifiés avec vigueur par le CPQ jusqu'aux vérifications dans les pays d’origine de ce personnel.
On compte parmi les institutions médicales à DHCC : Al Maktoum Harvard Library (MHML), Boston University Institute for Dental Research & Education, Center for HealthCare Planning & Quality (CPQ), Dubai Harvard Foundation for Medical Research (DHFMR), Harvard Medical International (HMSDC).

### Médecine à Dubaï hors DHCC
Il existe plusieurs hôpitaux publics dont Al Maktoum (Général), Al Wasl (Maternité – Pédiatrie), Dubai Hospital (Général) et Rashid (Général, Urgences). Il existe également des hôpitaux et cliniques privés.

### Problèmes de drogues
Depuis le milieu des années 1990, la consommation de drogues illicites (héroïne notamment) a pris de l'importance et a développé des effets sociaux croissants chez des ressortissants de l'émirat, comme dans tous les États arabes du Golfe. Cette consommation est soutenue par la richesse du pays, qui attire les trafiquants, et par le crime organisé transnational, qui bénéficie de l'opacité bancaire et du caractère de paradis fiscal du pays.
Selon Philip Robins (2014), « les autorités ont tardé à réagir. Quand l'élaboration de politiques a eu lieu, elle a mis l'accent sur l'offre, dans laquelle elle a privilégié l'application de la loi. Il y a eu une approche de tolérance zéro du côté de la demande, qui commence seulement maintenant à un peu s'adoucir. Les dispositions de l'État en matière de désintoxication et de réadaptation sont manifestement inadéquates. La société au sens large est dans une certaine mesure complice de cette réalité, car les ressortissants émiratis ont tendance à désapprouver de telles "faiblesses" ».

## Timbres et histoire postale
Afin d'assurer un service postal dans leur protectorat des États de la Trêve, le Royaume-Uni y créa un bureau postal des Indes britanniques le 19 août 1909. Il utilisait les timbres indiens avec la surcharge Dubai Persian Gulf (Golfe Persique Dubaï) jusqu'à ce que l'Inde obtînt son indépendance en 1947. Des timbres du Pakistan les remplacèrent alors jusqu'au 31 mars 1948, date où ce pays obtint également son indépendance.
Le gouvernement britannique mit alors en place une administration postale en Arabie occidentale et utilisa des timbres britanniques surchargés jusqu'au 7 janvier 1961. À cette date, l'autonomie postale fut peu à peu récupérée par les émirats. Des timbres propres aux émirats furent émis avec comme légende Trucial States qui, nonobstant le nom, ne furent vendus que dans le bureau de poste de Dubaï. Cette série fut la seule avec une telle légende. Les sept valeurs en naye paise (la division de la roupie) représentaient sept palmiers en référence aux sept émirats tandis que les quatre valeurs en roupies représentaient un boutre.
Après cette première série, l'autonomie postale permis à chaque émirat d'émettre ses propres timbres. Dubaï la récupéra le 14 juin 1963 et émis ses premiers timbres le lendemain avec pour thème des scènes de la vie marine, des vues de Dubaï et le portrait du sheikh Rached ben Saïd Al-Maktoum. L'émirat se rendit vite compte que des philatélistes du monde entier étaient prêts à acheter les timbres de Dubaï. La cadence de production augmenta alors considérablement ce qui qualifia ces émissions d'abusives. En effet, la fabrication des timbres était réalisée auprès d'imprimeurs étrangers qui les imprimaient déjà oblitérés. Les quantités de timbres étaient telles qu'elles n'étaient pas adaptées à l'usage de la population locale qui ne les voyaient en général jamais car étant vendus directement à l'étranger. L'UPU ne reconnut qu'une partie de ces émissions de timbres et les catalogues de cotation n'en recensent qu'une partie. Avec la création d'une poste fédérale au moment de la création des Émirats arabes unis à la fin de l'année 1972, Dubaï avait émis plus de 400 timbres dont peu avaient été utilisés pour la correspondance.

## Projets
Les nombreux projets actuels ont poussé l'émirat à limiter les constructions à partir de 2020 (date estimée pour la fin de la reconversion touristique de Dubaï). Ce décret a été mis en place afin d'éviter que Dubaï ne soit perçu que comme une ville en « perpétuel chantier » mais aussi pour une question de terrain. Pour cela les constructions s'effectueront sur des îles ou archipels artificiels[réf. nécessaire].